# Anaspidea
Anaspidea, conocidas por el nombre común de liebres de mar (género Aplysia), son un orden de moluscos gasterópodos marinos de talla media a grande. Su nombre común se deriva directamente del latín lepus marinus, dado que su existencia fue constatada en tiempos de los romanos, que le dieron este nombre debido a sus largos rinóforos que se asemejan a las orejas de una liebre.

## Taxonomía
Muchos manuales se refieren a este orden como Anaspidea. El autor original fue Paul Henri Fischer, que describió el taxón Anaspidea como un rango no especificado por encima de la "familia". En 1925, Johannes Thiele estableció el taxón Anaspidea como un suborden. El Registro Mundial de Especies Marinas lo establece como orden

## Descripción
Las liebres de mar adultas suelen tener un tamaño considerable. La especie más grande puede llegar a medir 75 cm y pesar 14 kg, siendo la especie más grande de gasterópodo.
Poseen cuerpo blando con una concha interna, y al igual que todos los moluscos opistobranquios, son hermafroditas. a diferencia de muchos gastrópodos, suelen tener simetría bilateral en la apariencia exterior de su cuerpo. El pie posee proyecciones laterales denominadas parapodios.

## Hábitos

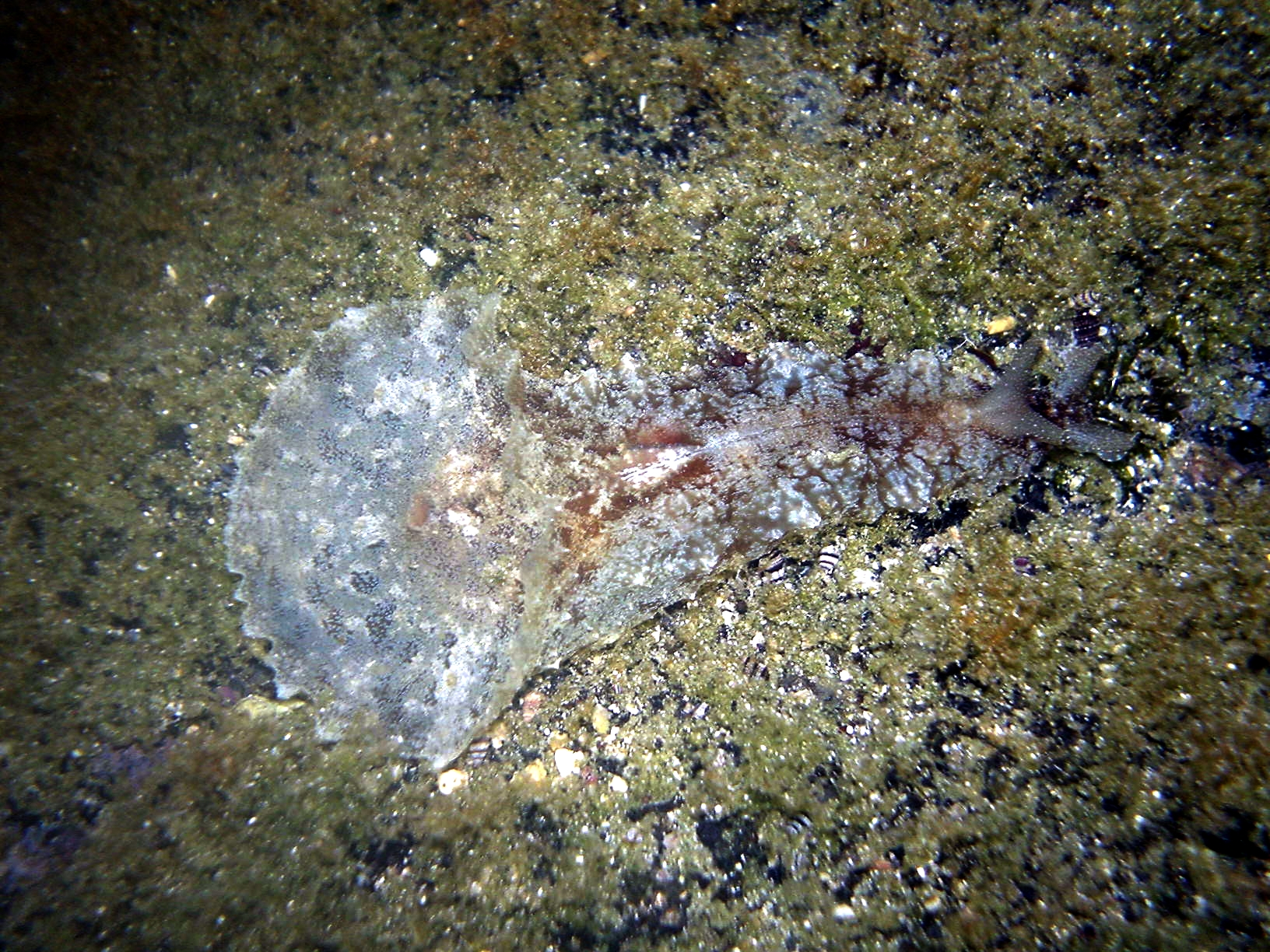
Liebre de mar Dolabella auricularia en Big Island (Hawái).

Son herbívoras, alimentándose de algas marinas que se encuentran en la superficie del mar. Los especímenes jóvenes pueden cavar madrigueras en los sedimentos.
Los colores de las distintas especies corresponden con los de las algas de que se alimentan, lo que les sirve de camuflaje. Tienen la capacidad de liberar una tinta tóxica de color como medio de defensa. También pueden anular el sentido olfativo de sus predadores segregando una sustancia parecida al limo.

## Gastronomía
Las liebres de mar fritas constituyen un plato típico en China, que recibe el nombre de 酱爆海兔 (jiàng bào hǎi tù).

## Galería

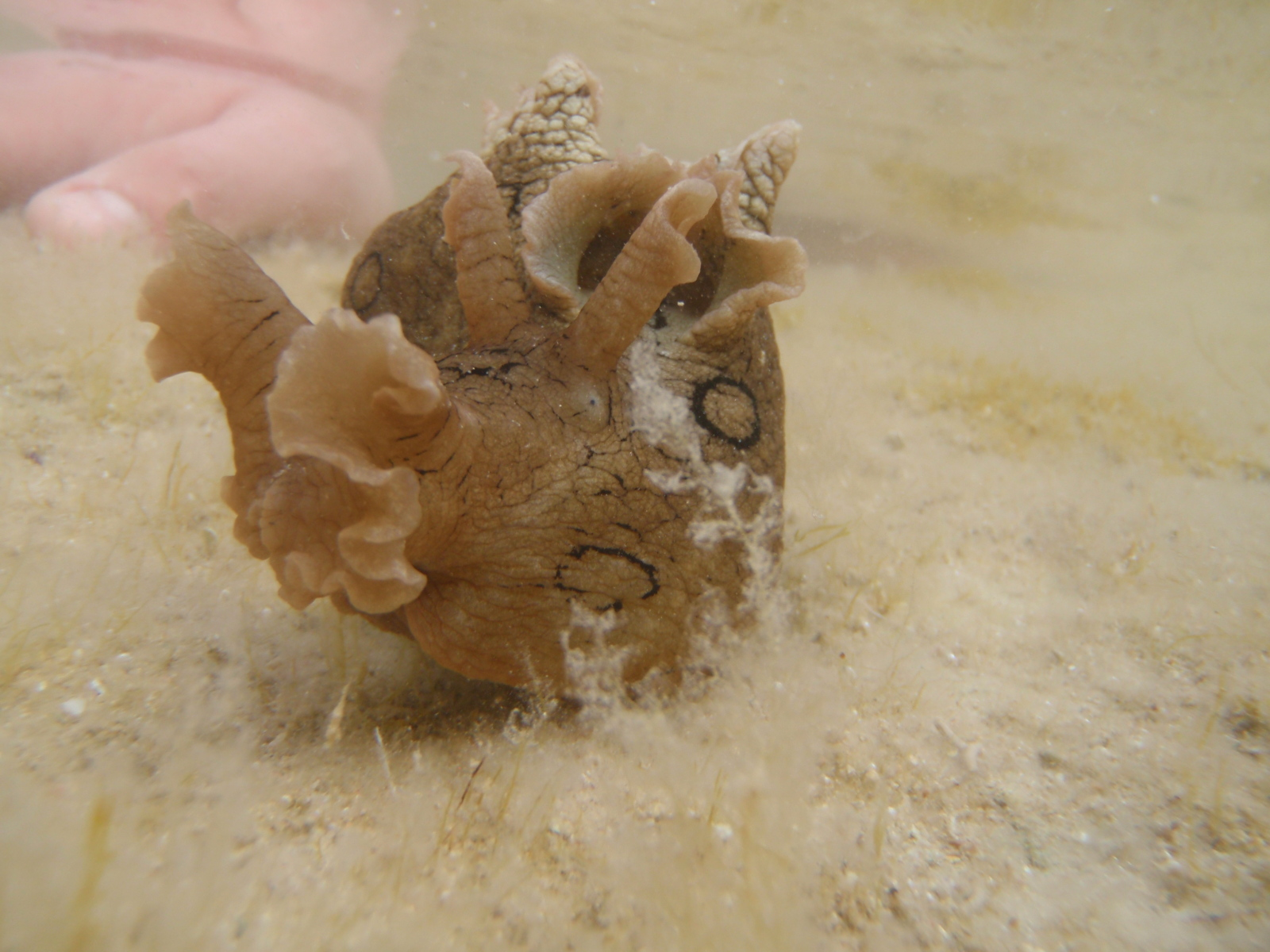
Sea hare Aplysia dactylomela
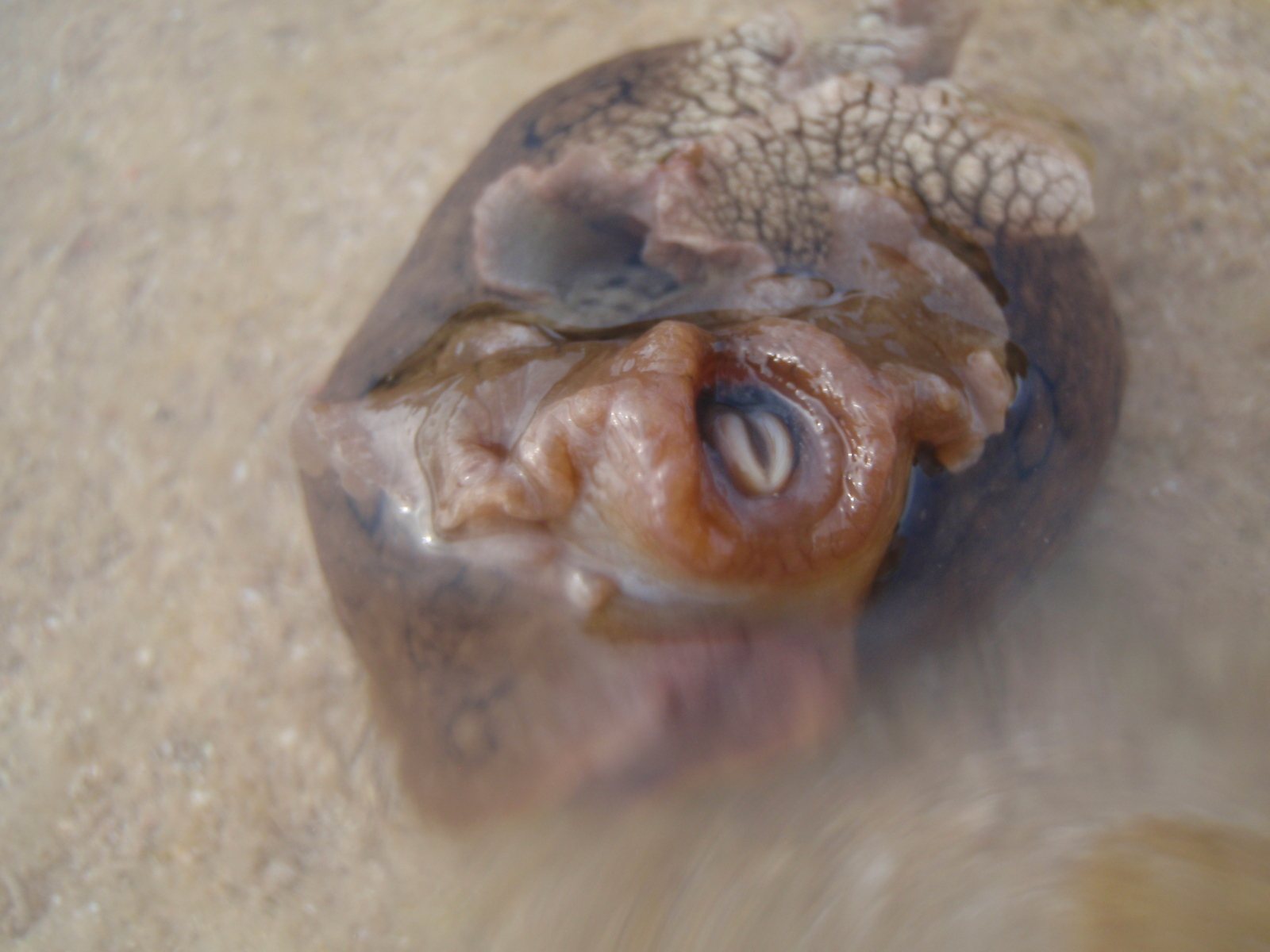
Aplysia dactylomela showing mouth